# Джеймсон, Ник
Ник Дже́ймсон (англ. Nick Jameson; 10 июля 1950, Колумбия, Миссури, США) — американский актёр, стендап-комик, певец, автор песен, композитор, музыкант, музыкальный продюсер, кинорежиссёр

, сценарист, кинооператор, монтажёр и кинопродюсер.

## Биография и карьера
Ник Джеймсон родился 10 июля 1950 года в  Колумбии (штат Миссури, США) в семье классициста Майкла Эйдж Джеймсона (1924—2004) и его жены Вирджинии Джеймсон. У Ника есть три брата: Энтони, Дейв и Джон Джеймсон. Преимущественно рос в Филадельфии. До поселения в Филадельфии Джеймсон жил со своей семьей в разных местах по всей Европе, благодаря чему он научился изображать различные акценты, которые помогали найти ему подход ко многим персонажам, которых он играет и озвучивает.
Наиболее известен ролью президента России Юрия Суварова в трёх сезонах телесериала «24 часа». В настоящее время он проживает в Исландии, занимаясь стендапом.

## Избранная фильмография
| Год       |    | Русское название                       | Оригинальное название                  | Роль |
| --------- | -- | -------------------------------------- | -------------------------------------- | --- |
| 1991      | с  | Золотые девочки                        | The Golden Girls                       | Менестрель                                                                                                |
| 1992      | ки | Ariel the Little Mermaid               | Ariel the Little Mermaid               | |
| 1992      | с  | Беверли-Хиллз, 90210                   | Beverly Hills 90210                    | Колин Эрл                                                                                                 |
| 1992      | ки | Indiana Jones and the Fate of Atlantis | Indiana Jones and the Fate of Atlantis | Доктор Ганс Уберманн                                                                                      |
| 1993      | ки | Day of the Tentacle                    | Day of the Tentacle                    | Доктор Фред Эдисон / Доктор Ред Эдисон / Доктор Зед Эдисон / Дуэйн / Джон Хэнкок / Человек в лыжной маске |
| 1993      | ф  | Робин Гуд: Мужчины в трико             | Robin Hood: Men in Tights              | Инертный лучник                                                                                           |
| 1993      | мс | Русалочка                              | The Little Mermaid                     | |
| 1993      | ф  | Уж кто бы говорил                      | Look Who's Talking Now                 | Собака / Волк                                                                                             |
| 1993      | ки | Sam & Max Hit the Road                 | Sam & Max Hit the Road                 | Макс / Рыбак «Рыбного мира»                                                                               |
| 1994      | ки | Star Wars: TIE Fighter                 | Star Wars: TIE Fighter                 | Император Палпатин / Адм. Харков / Имперский офицер / Контрабандисты                                      |
| 1994      | мс | Аладдин                                | Aladdin                                | Мужчина                                                                                                   |
| 1994      | мс | Настоящие монстры                      | Aaahh!!! Real Monsters                 | Продавец / Диктор                                                                                         |
| 2004—2006 | с  | Остаться в живых                       | Lost                                   | Ричард Малкин                                                                                             |
| 2011      | с  | Две девицы на мели                     | 2 Broke Girls                          | Диспетчер метрополитена                                                                                   |
| 2014      | мс | Финес и Ферб                           | Phineas and Ferb                       | Дядя Оуэн                                                                                                 |
| 2014      | мф | Пророк                                 | Kahlil Gibran’s The Prophet            | продавец на базаре и др.                                                                                  |